# MotoGP
La MotoGP è la massima categoria (in termini prestazionali) di moto da corsa su circuito definita dalla Federazione Internazionale di Motociclismo. Le corse che vengono organizzate per MotoGP sono i gran premi del Campionato Mondiale della MotoGP.

## Storia
Questa categoria è sorta nel 2002, sostituendo la precedente classe maggiore, la 500; il nome è stato cambiato a causa del regolamento in merito alla cilindrata, non più limitata a 500 cm³ per qualsiasi tipo di propulsore (rendendo inadatto il termine Classe 500), ma differenziata per tipologia, portando il limite massimo per i motori quattro tempi a 990 cm³. Dalla stagione 2007 la cilindrata massima è stata ridotta a 800 cm³ e non sono più ammessi motori a due tempi; dal 2012 la cilindrata è stata aumentata fino a 1000 cm³.

## Le moto
Le moto appartenenti alla MotoGP sono dei prototipi non in vendita per uso stradale, diversamente da altre categorie di corse (come la Superbike) dove vengono utilizzate versioni elaborate delle moto comunemente in vendita.
La Ducati Desmosedici RR del 2007 e la Honda RC213V-S del 2015 sono state le uniche motociclette omologate per la circolazione stradale, strettamente derivate dalle rispettive MotoGP da competizione.

### Regolamento tecnico
Per molti anni il regolamento aveva limitato la cilindrata a 500 cm³ senza differenziare tra motori a 2 e 4 tempi. Grazie a una maggiore potenza specifica e a una maggiore leggerezza del motore, oltre che per una semplicità maggiore di costruzione, per oltre un ventennio, a cavallo della fine del XX secolo, i motori a 2 tempi la fecero da padrone. La Federazione Motociclistica Internazionale decise pertanto di modificare le regole, consentendo una cilindrata maggiorata (fino a 990 cm³) per i motori a 4 tempi. Anche il numero dei cilindri ammessi venne aumentato fino a 6.

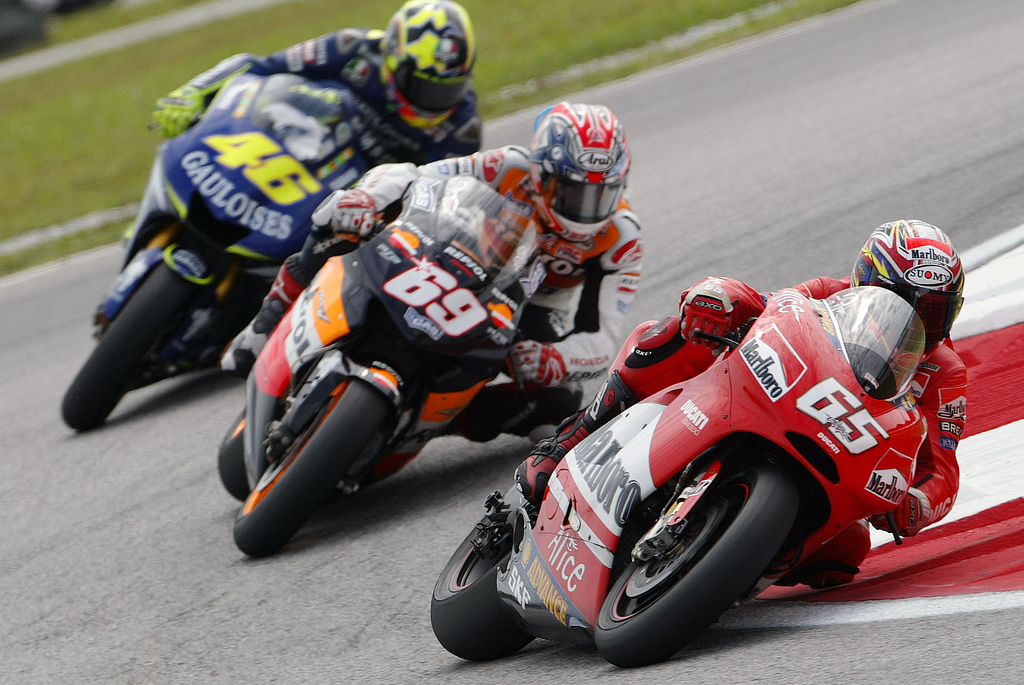
Da sinistra, le giapponesi Yamaha e Honda, e l'italiana Ducati, tre dei massimi competitori della MotoGP.

Una moto a due tempi da 500 cm³ in teoria dovrebbe avere prestazioni simili a una quattro tempi con 990 cm³, e nel 2002 si assistette a Gran Premi con motociclette di entrambi i tipi. Divenne però rapidamente chiaro che le moto a quattro tempi risultavano nettamente più veloci di quelle a due tempi in quasi tutti i campi, soprattutto in virtù della maggiore facilità d'uso (data dalla meno aggressiva erogazione del motore) e all'adozione dell'iniettore, anche se questo le rende decisamente più costose in termini di progettazione e sviluppo. Del resto, l'obiettivo dichiarato delle case motociclistiche era quello di sostituire col tempo le motociclette dotate di motore due tempi con le più "ecologiche" quattro tempi, che peraltro risultavano più facilmente gestibili con i sistemi drive by wire. Come risultato, dal 2004 la motorizzazione a due tempi scomparve dalle gare della classe maggiore (ma già nel 2002 soltanto la Proton e poi la Sabre Sport nel 2003 schierava una moto due tempi), rimanendo confinata alle cilindrate minori delle classi 125 e 250.
Nelle MotoGP sono ammessi motori da 2 a 6 cilindri e, a partire dal 2002, hanno un limite di peso minimo ammesso in proporzione al numero dei cilindri; un motore maggiormente frazionato ha in teoria la possibilità di erogare una maggior potenza; di conseguenza si vuole controbilanciarla con l'handicap di un maggior peso. Questo peso minimo è stato successivamente aggiornato.
Nel 2005 si è stabilito che, a partire dalla stagione 2007, la cilindrata totale delle MotoGP sarebbe stata ridotta da 990 a 800 cm³ e il serbatoio a 21 litri di capacità (già abbassata dai 24 della prima stagione, ai 22 delle stagioni 2005 e 2006), con l'intento di aumentare la sicurezza dei piloti. Contemporaneamente è stata anche decisa per regolamento la completa abolizione dei motori a due tempi.
L'11 dicembre 2009 la commissione Grand Prix, composta da membri di Dorna Sports e FIM, ha annunciato un nuovo cambio di regolamento riguardante la cilindrata massima consentita nella classe MotoGP.
Dalla stagione 2012 i motori potranno avere una cilindrata massima di 1000 cm³ e massimo 4 cilindri con alesaggio massimo di 81 millimetri, con la possibilità, per i team privati, di avvalersi di un regolamento differenziato e più permissivo denominato CRT. Questo regolamento consente alle squadre private che partecipano con moto non costruite dai grandi costruttori, di poter usufruire di 12 motori nell'arco di una stagione in luogo dei 6 concessi ai partecipanti con moto ufficiali o satellite, e di poter usufruire di 24 litri di carburante, 3 in più rispetto alla quantità concessa alle moto ufficiali. Il nuovo regolamento CRT ha aperto la strada all'utilizzo di motori derivati dalla serie simili a quelli impiegati nel campionato SBK, alloggiati in ciclistiche prototipo. Questo ha portato una diatriba tra la SBK e il Motomondiale, che ha visto il suo prosieguo in tribunale. Dal 2014 la categoria CRT viene sostituita dalle Open, che sono moto ufficiali dell'anno precedente con pneumatici più morbidi, 24 litri di benzina, maggiori test e motori come per le precedenti CRT; inoltre dovranno avere la centralina unica.
Dal 2016 non esisterà più la classe Open, ma solo le concessioni introdotte dal 2015 per i team che non ottengono risultati sportivi e, per permettere un recupero delle prestazioni, vengono aumentati i litri a disposizione e ridotto il peso minimo.
| Capienza massima serbatoio | Capienza massima serbatoio | Capienza massima serbatoio | Capienza massima serbatoio |
| -------------------------- | -------------------------- | -------------------------- | -------------------------- |
| Anni                       | MotoGP                     | CRT                        | Open                       |
| 2002/2004                  | 24 litri                   | /                          | /                          |
| 2005/2006                  | 22 litri                   | /                          | /                          |
| 2007/2011                  | 21 litri                   | /                          | /                          |
| 2012/2013                  | 21 litri                   | 24 litri                   | /                          |
| 2014/2015                  | 20 litri                   | /                          | 24 litri                   |
| 2016/....                  | 22 litri                   | /                          | /                          |

| 2002/2006 | 990 4T o 500 2T |
| 2007/2011 | 800 4T          |
| 2012/.... | 1000 4T         |

| numero cilindri | 2 cilindri                                                       | 3 cilindri                                                       | 4 cilindri                                                       | 5 cilindri                                                       | 6 cilindri                                                       |
| --------------- | ---------------------------------------------------------------- | ---------------------------------------------------------------- | ---------------------------------------------------------------- | ---------------------------------------------------------------- | ---------------------------------------------------------------- |
| dal 2002        | 135 kg                                                           | 135 kg                                                           | 145 kg                                                           | 145 kg                                                           | 155 kg                                                           |
| dal 2004        | 138 kg                                                           | 138 kg                                                           | 148 kg                                                           | 148 kg                                                           | 158 kg                                                           |
| dal 2007        | 133 kg                                                           | 140,5 kg                                                         | 148 kg                                                           | 155,5 kg                                                         | 163 kg                                                           |
| dal 2010        | 135 kg                                                           | 142,5 kg                                                         | 150 kg                                                           | 157,5 kg                                                         | 165 kg                                                           |
| dal 2012        | 150 kg per le MotoGP 800 157 kg per i prototipi da 801 a 1000 cc | 150 kg per le MotoGP 800 157 kg per i prototipi da 801 a 1000 cc | 150 kg per le MotoGP 800 157 kg per i prototipi da 801 a 1000 cc | 150 kg per le MotoGP 800 157 kg per i prototipi da 801 a 1000 cc | 150 kg per le MotoGP 800 157 kg per i prototipi da 801 a 1000 cc |
| dal 2013        | 150 kg per le MotoGP 800 160 kg per i prototipi da 801 a 1000 cc | 150 kg per le MotoGP 800 160 kg per i prototipi da 801 a 1000 cc | 150 kg per le MotoGP 800 160 kg per i prototipi da 801 a 1000 cc | 150 kg per le MotoGP 800 160 kg per i prototipi da 801 a 1000 cc | 150 kg per le MotoGP 800 160 kg per i prototipi da 801 a 1000 cc |
| dal 2015        | 150 kg per le MotoGP 800 158 kg per i prototipi da 801 a 1000 cc | 150 kg per le MotoGP 800 158 kg per i prototipi da 801 a 1000 cc | 150 kg per le MotoGP 800 158 kg per i prototipi da 801 a 1000 cc | 150 kg per le MotoGP 800 158 kg per i prototipi da 801 a 1000 cc | 150 kg per le MotoGP 800 158 kg per i prototipi da 801 a 1000 cc |
| dal 2016        | 150 kg per le MotoGP 800 157 kg per i prototipi da 801 a 1000 cc | 150 kg per le MotoGP 800 157 kg per i prototipi da 801 a 1000 cc | 150 kg per le MotoGP 800 157 kg per i prototipi da 801 a 1000 cc | 150 kg per le MotoGP 800 157 kg per i prototipi da 801 a 1000 cc | 150 kg per le MotoGP 800 157 kg per i prototipi da 801 a 1000 cc |

Nel 2007 si è introdotta la regola del numero di gomme conteggiate per tutto il gran premio, di cui 17 sia all'anteriore che al posteriore, mentre nel 2008 si è modificato in 18 all'anteriore e 22 al posteriore., dal 2009 c'è un nuovo contingentamento delle gomme, all'anteriore (4 di tipo `A´ e 4 di tipo `B´), più 12 gomme posteriori (6 di tipo `A´ e 6 di tipo `B´) inoltre si ha a disposizione 4 pneumatici da bagnato, inoltre sempre nel 2009 si è decisi a passare dal regime libero per le gomme al regime di monogomma (Bridgestone) per evitare le polemiche sull'eccessiva influenza delle gomme a livello competitivo.. Per la stagione 2010 le gomme posteriori disponibili sono 10 per ciascun pilota (5 di tipo A e 5 di tipo B) mentre le gomme anteriori sono ancora 8, ma con la possibilità di avere 5 gomme di tipo A e 3 di tipo B per ciascun pilota, o viceversa.
Dal 2012 con l'estensione dei test in pista anche ai piloti e non solo ai collaudatori il limite delle gomme diventa di 240 gomme per ogni squadra ufficiale, da distribuire nell'intera stagione.
Dal 2012 è entrato l'obbligo della luce posteriore rossa in caso di pioggia e d'integrare un sistema per proteggere la leva freno da eventuali collisioni.
Dal 2014 a stagione avviata decade il limite massimo di 320 mm dei dischi anteriori per taluni circuiti, portando di fatto il limite massimo a 355 mm per tutti i circuiti, mentre il limite minimo di 340 mm nel circuito di Motegi rimane.

### Le prime soluzioni dei team

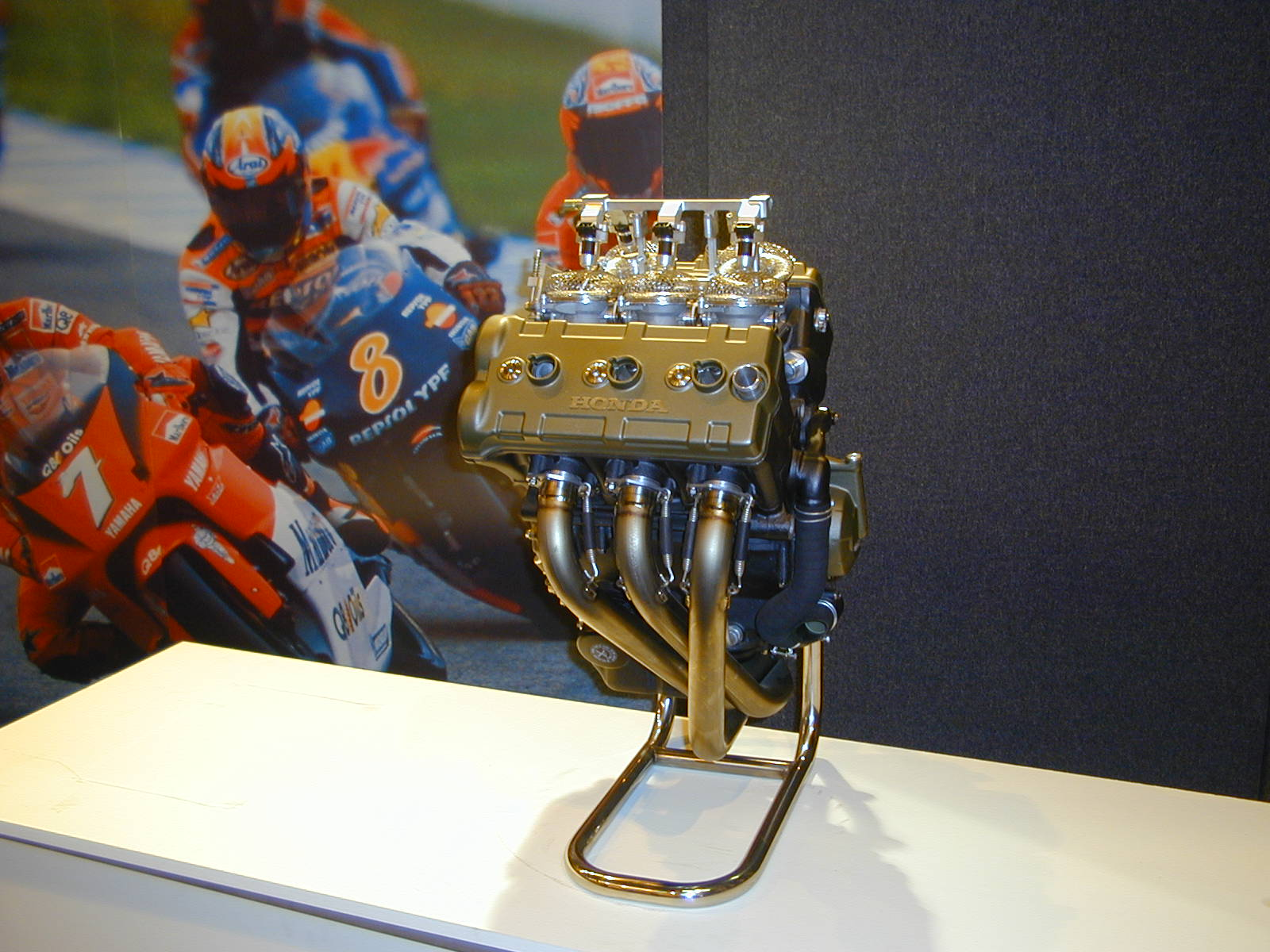
Il 5 cilindri a V della Honda RC211V

Le varie case costruttrici hanno scelto soluzioni tecniche differenti e si sono già visti in gara, sin dal 2002 motori a 3, 4 o 5 cilindri, fino ad arrivare alla Blata che nel 2005 ha sperimentato un motore a 6 cilindri. Fino al 2006, anno in cui si è concluso il periodo delle 990 cc, Kawasaki e Yamaha hanno proposto una 4 cilindri in linea, Honda un 5 cilindri a V, Ducati un 4 cilindri a L, Suzuki un 4 cilindri a V, e, anche se per poco tempo, l'Aprilia ha proposto un 3 cilindri in linea e la KR, che ha usato il motore 500 2 tempi fino al 2003, un motore 5 cilindri a V simile a quello della Honda.
A partire dal 2007, con la riduzione della cilindrata da 990 cm³ a 800 cm³, tutte le case partecipanti propongono motori a 4 cilindri, e precisamente Yamaha e Kawasaki usano 4 cilindri in linea, Honda e Suzuki un 4 cilindri a V, e infine la Ducati porta in pista sempre un 4 cilindri a L.
Come per la Formula 1, questa classe per tutte le case costruttrici è il banco di prova delle soluzioni tecniche più all'avanguardia e vengono utilizzati, per la costruzione, materiali ad alta tecnologia, che non sempre vengono poi riportati nella produzione di serie, come il titanio o altre leghe leggere, e la fibra di carbonio.
Altrettanto evoluta è la parte elettronica che governa la moto con le funzioni di acquisizione dati e di controllo elettronico della trazione, del freno motore, dell'impennata, della partenza e del consumo di carburante. All'avanguardia è anche l'impianto frenante (normalmente con dischi di carbonio) tranne nelle gare bagnate quando si usano i dischi in acciaio e la gestione elettronica di tutte le funzioni del motore, compresa l'aria proveniente dall'air-box, con la regolazione dell'apertura delle valvole a farfalla.
Una delle maggiori sfide che i progettisti devono affrontare è sul come trasferire a terra l'enorme potenza sviluppata dalle MotoGP (dell'ordine dei 280 CV), tenendo in considerazione il fatto della ridotta superficie di contatto della ruota con l'asfalto (per fare un paragone una macchina da F1 ha all'incirca il quadruplo della potenza ma è ben 10 volte maggiore la superficie di contatto delle ruote a terra). Nell'affrontare questo problema i team sono affiancati naturalmente dai costruttori degli pneumatici che si prodigano per offrire sempre migliori e più varie coperture.

## Piloti

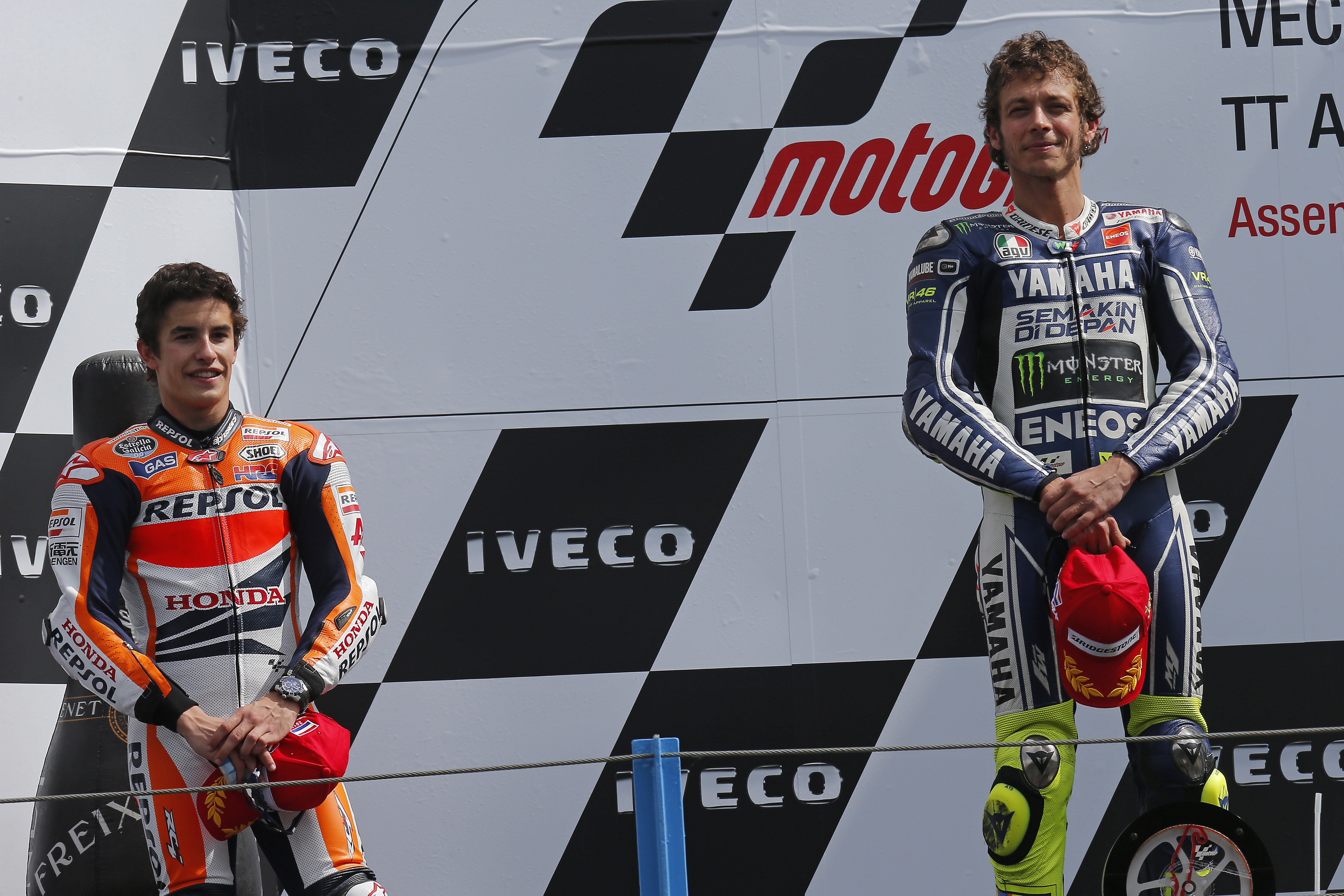
Da sinistra: Marc Márquez e Valentino Rossi

L'età minima di partecipazione a queste gare è stata fissata a 18 anni.
Nei primi anni di vita di questa nuova categoria il dominatore incontrastato è stato l'italiano Valentino Rossi che si è aggiudicato i primi quattro campionati mondiali, dapprima guidando una Honda e in seguito una Yamaha: suoi antagonisti sono stati soprattutto i connazionali Max Biaggi, Marco Melandri e Loris Capirossi, oltre allo spagnolo Sete Gibernau. Le edizioni successive del campionato sono state vinte dall'americano Nicky Hayden, e dall'australiano Casey Stoner, rispettivamente nel 2006 e 2007 a bordo di Honda e Ducati. Le edizioni del 2008 e 2009 hanno visto nuovamente vincitore Rossi.
L'edizione del 2010 ha visto la vittoria del primo pilota spagnolo per questa categoria, trattasi di Jorge Lorenzo sulla Yamaha; ci fu già uno spagnolo che vinse il campionato del mondo della massima cilindrata, Àlex Crivillé nel 1999, ma nella vecchia 500 2T. Il 2011 Stoner, questa volta su Honda, mentre nel 2012 anche Jorge Lorenzo diventa nuovamente campione del mondo, sempre su Yamaha. I campionati del 2013 e 2014 proclamano vincitore un altro spagnolo, Marc Márquez. Nel 2015, ancora una volta su Yamaha, torna alla vittoria Jorge Lorenzo battendo, nell'ultima gara, dopo una serrata competizione, il suo compagno di squadra Valentino Rossi.
Nel 2016 Marc Márquez vince il suo terzo mondiale MotoGP battendo Valentino Rossi (2°) e Jorge Lorenzo (3°). Nel 2017 Marc Márquez vince il suo quarto mondiale MotoGP battendo Andrea Dovizioso (2°) vincendo all'ultimo round a Valencia, e davanti a Maverick Viñales (3°) e Dani Pedrosa (4°). Nella stagione 2018 trionfa nuovamente Marc Marquez, che si laurea campione del mondo con tre gare di anticipo alla fine del motomondiale, finendo con 321 punti iridati. Infine, la stagione del 2019 vede nuovamente campione del mondo Marc Márquez, con un totale di 420 punti, il massimo nella storia della MotoGP, ottenuti con 12 vittorie, 6 secondi posti e un ritiro, su un totale di 19 Gran Premi.
Nel 2020, complice il grave infortunio di Marquez che lo tiene fuori tutta la stagione, emerge il pilota Suzuki Joan Mir, che riesce a prevalere sull'italiano Morbidelli (2°) e sul compagno di squadra Rins (3°).
Nel 2021, per la prima volta si è affermato un pilota francese, ossia Fabio Quartararo su Yamaha, seguito dal torinese della Ducati Francesco Bagnaia (2°) e dal campione del mondo uscente Mir (3°). L'anno dopo è Bagnaia a trionfare, dopo una rimonta storica su Quartararo (Bagnaia aveva infatti accumulato uno svantaggio di 91 punti al termine della decima gara stagionale); terzo si piazza Enea Bastianini, anch'egli su Ducati ma affidata al team Gresini. Il 2023 vede nuovamente campione del mondo Bagnaia, titolo conquistato durante l'ultima gara dopo un recupero a seguito di un infortunio occorso nel Gran Premio di Catalogna che permise a Jorge Martín (2°) di arrivare a fine stagione con solo 39 punti da Bagnaia.

## Punteggio in vigore
Per ogni Gran Premio, ai primi 15 piloti classificati delle singole classi vengono assegnati dei punti in ordine decrescente che sommati, alla fine della stagione, designano il campione mondiale della classe d'appartenenza. In caso di parità di punteggio, il pilota con il maggior numero di vittorie (o, in caso di ugual numero di vittorie, di secondi posti, di terzi posti e così via) viene proclamato campione.
Per l'assegnazione dei punti relativi al titolo costruttori ci si basa sempre sul punteggio assegnato ai piloti, ma si sommano solo i punti conquistati dal migliore piazzamento per gara di ogni scuderia. Per l'assegnazione dei punti relativi al campionato scuderie, invece, si sommano i punteggi conseguiti dai piloti della scuderia. 
Dal 1993 si utilizza questo criterio d'assegnazione:
| Posizione | 1º | 2º | 3º | 4º | 5º | 6º | 7º | 8º | 9º | 10º | 11º | 12º | 13º | 14º | 15º |
| Punti     | 25 | 20 | 16 | 13 | 11 | 10 | 9  | 8  | 7  | 6   | 5   | 4   | 3   | 2   | 1   |

Nel 2023 vengono introdotte le gare sprint, che si corrono il sabato pomeriggio su metà della distanza ufficiale di gara. Vengono assegnati punti ai primi 9 classificati secondo la tabella seguente:
| Posizione | 1º | 2º | 3º | 4º | 5º | 6º | 7º | 8º | 9º |
| Punti     | 12 | 9  | 7  | 6  | 5  | 4  | 3  | 2  | 1  |

## Loghi

Logo usato dal 2008 al 2024
Logo in uso dal 2025